# Coenotephria albifascia
Coenotephria albifascia är en fjärilsart som beskrevs av Louis Beethoven Prout 1937. Coenotephria albifascia ingår i släktet Coenotephria och familjen mätare. Inga underarter finns listade i Catalogue of Life.